# 1873 en musique
| \| • Retour à la chronologie générale de la musique populaire • \| |
| XXIe siècle • XXe siècle • XIXe siècle • XVIIIe siècle XVIIe siècle • XVIe siècle • XVe siècle • XIVe siècle XIIIe siècle • XIIe siècle • XIe siècle • Xe siècle IXe siècle • VIIIe siècle • Haut Moyen Âge • Rome • Grèce |
| • Retour à la chronologie générale de la musique populaire • |

| • Retour à la chronologie générale de la musique populaire • |

| Années de la musique populaire : 1870 - 1871 - 1872 - 1873 - 1874 - 1875 - 1876    |
| Décennies de la musique populaire : 1840 - 1850 - 1860 - 1870 - 1880 - 1890 - 1900 |

## Événements et œuvres
- 24 décembre  : ouverture par l’entrepreneur de spectacles Fernand Strauss du café-concert théâtre des Folies-Bobino, 20 rue de la Gaîté à Paris.
- 26 juin au 29 juin : premier Festival national letton des chants et de danses[1].
- Home on the Range, chanson américaine, classique du genre western, mise en musique par Daniel E. Kelley du poème My Western Home écrit en 1872 par Brewster M. Higley ; c'est la chanson officielle de l'État de Kansas.

## Naissances
- 22 janvier : Fred S. Stone, pianiste noir de musique ragtime né au Canada, actif aux États-Unis († 14 janvier 1912).
- 3 mars : Eugène Gabriel Mansuelle, artiste de café-concert français († 28 juillet 1938).
- 18 mars : Auguste Tuaillon, dit Boffy,  chansonnier nain français († 12 novembre 1907).
- 13 septembre : Emma Liebel, chanteuse française, morte en 1928.
- 21 septembre : Papa Jack Laine, batteur, saxophoniste et chef de brass band américain de La Nouvelle-Orléans, mort en 1966.
- 25 octobre : Kumoemon Tōchūken, récitant du genre de chant narratif japonais rōkyoku, mort en 1916.
- 16 novembre : William Christopher Handy, chanteur et compositeur de blues américain, surnommé « The Father of the Blues (le père du blues)[2], mort en 1958.

## Décès
- 28 décembre : Charles Supernant, comédien, chansonnier et goguettier français, connu sous le pseudonyme de Carle Daniel (° 14 mars 1815).